# Янішевиці
Янішевиці (пол. Janiszewice) — село в Польщі, у гміні Здунська Воля Здунськовольського повіту Лодзинського воєводства.
Населення — 589 осіб (2011).
У 1975-1998 роках село належало до Серадзького воєводства.

## Демографія
Демографічна структура станом на 31 березня 2011 року:
|          | Загалом | Допрацездатний вік | Працездатний вік | Постпрацездатний вік |
| -------- | ------- | ------------------ | ---------------- | -------------------- |
| Чоловіки | 287     | 60                 | 192              | 35                   |
| Жінки    | 302     | 65                 | 158              | 79                   |
| Разом    | 589     | 125                | 350              | 114                  |